# Pridvorica (gmina Blace)
Pridvorica (cyr. Придворица) – wieś w Serbii, w okręgu toplickim, w gminie Blace. W 2011 roku liczyła 91 mieszkańców.